# Булум (Забайкальский край)
Булум — село в Оловяннинском районе Забайкальского края России. Административный центр сельского поселения «Булумское».

## География
Село находится в восточной части района, на правом берегу реки Большой Соктуй (приток Турги), на расстоянии примерно 66 километров (по прямой) к востоку-юго-востоку (ESE) от посёлка городского типа Оловянная. Абсолютная высота — 816 метров над уровнем моря.
Климат
Климат характеризуется как резко континентальный, с большими колебаниями средних температур зимних и летних месяцев, а также резкими колебаниями температур в течение одних суток. Среднегодовая температура воздуха составляет −1,4 °С. Абсолютный максимум температуры воздуха — 39,2 °С; абсолютный минимум — −45,5 °С. Среднегодовое количество осадков — 342 мм.
Часовой пояс
Село Булум находится в часовой зоне МСК+6. Смещение применяемого времени относительно UTC составляет +9:00.

## История
Основано в 1937 году как населённый пункт при основанном в том же году военно-конном заводе. В 1954 году на базе конезавода был образован совхоз «Забайкальский».

## Население
| 2002 | 2010 | 2021 |
| ---- | ---- | ---- |
| 714  | ↘466 | ↘320 |

Половой состав
По данным Всероссийской переписи населения 2010 года в гендерной структуре населения мужчины составляли 49,6 %, женщины — соответственно 50,4 %.
Национальный состав
Согласно результатам переписи 2002 года, в национальной структуре населения русские составляли 76 % из 716 чел.

## Инфраструктура
В селе функционируют начальная школа, дом культуры, библиотека и фельдшерский пункт.

## Улицы
Уличная сеть села состоит из десяти улиц.